# If I Never See Your Face Again
If I Never See Your Face Again is een nummer geschreven door Adam Levine en James Valentine voor It Won't Be Soon Before Long, het tweede studio-album van hun band Maroon 5. Van het nummer is een nieuwe versie gemaakt, waardoor het nummer een duet is geworden met zangeres Rihanna. Deze versie, die minder funk bevatte en meer geschikt was voor de popradiostations, werd uitgebracht als vierde single van het album in plaats van de versie die op het album staat. De nieuwe versie verschijnt op de heruitgave van het album, evenals op de heruitgave van het album Good Girl Gone Bad van Rihanna.
In Nederland komt het nummer gelijktijdig de Nederlandse Top 40 binnen met een ander nummer van Rihanna: Take a Bow. Net als bijna alle voorgaande singles van Maroon 5 werd dit nummer uitgekozen als Alarmschijf op Radio 538.

## Hitnotering
| If I Never See Your Face Again in de Nederlandse Top 40 - binnen: 7 juni 2008 | If I Never See Your Face Again in de Nederlandse Top 40 - binnen: 7 juni 2008 | If I Never See Your Face Again in de Nederlandse Top 40 - binnen: 7 juni 2008 | If I Never See Your Face Again in de Nederlandse Top 40 - binnen: 7 juni 2008 | If I Never See Your Face Again in de Nederlandse Top 40 - binnen: 7 juni 2008 | If I Never See Your Face Again in de Nederlandse Top 40 - binnen: 7 juni 2008 | If I Never See Your Face Again in de Nederlandse Top 40 - binnen: 7 juni 2008 | If I Never See Your Face Again in de Nederlandse Top 40 - binnen: 7 juni 2008 | If I Never See Your Face Again in de Nederlandse Top 40 - binnen: 7 juni 2008 | If I Never See Your Face Again in de Nederlandse Top 40 - binnen: 7 juni 2008 | If I Never See Your Face Again in de Nederlandse Top 40 - binnen: 7 juni 2008 | If I Never See Your Face Again in de Nederlandse Top 40 - binnen: 7 juni 2008 | If I Never See Your Face Again in de Nederlandse Top 40 - binnen: 7 juni 2008 | If I Never See Your Face Again in de Nederlandse Top 40 - binnen: 7 juni 2008 | If I Never See Your Face Again in de Nederlandse Top 40 - binnen: 7 juni 2008 | If I Never See Your Face Again in de Nederlandse Top 40 - binnen: 7 juni 2008 | If I Never See Your Face Again in de Nederlandse Top 40 - binnen: 7 juni 2008 | If I Never See Your Face Again in de Nederlandse Top 40 - binnen: 7 juni 2008 | If I Never See Your Face Again in de Nederlandse Top 40 - binnen: 7 juni 2008 | If I Never See Your Face Again in de Nederlandse Top 40 - binnen: 7 juni 2008 |
| Week                                                                          | 1                                                                             | 2                                                                             | 3                                                                             | 4                                                                             | 5                                                                             | 6                                                                             | 7                                                                             | 8                                                                             | 9                                                                             | 10                                                                            | 11                                                                            | 12                                                                            | 13                                                                            | 14                                                                            | 15                                                                            | 16                                                                            | 17                                                                            | 18                                                                            |                                                                               |
| ----------------------------------------------------------------------------- | ----------------------------------------------------------------------------- | ----------------------------------------------------------------------------- | ----------------------------------------------------------------------------- | ----------------------------------------------------------------------------- | ----------------------------------------------------------------------------- | ----------------------------------------------------------------------------- | ----------------------------------------------------------------------------- | ----------------------------------------------------------------------------- | ----------------------------------------------------------------------------- | ----------------------------------------------------------------------------- | ----------------------------------------------------------------------------- | ----------------------------------------------------------------------------- | ----------------------------------------------------------------------------- | ----------------------------------------------------------------------------- | ----------------------------------------------------------------------------- | ----------------------------------------------------------------------------- | ----------------------------------------------------------------------------- | ----------------------------------------------------------------------------- | ----------------------------------------------------------------------------- |
| Nummer                                                                        | 33                                                                            | 24                                                                            | 19                                                                            | 12                                                                            | 12                                                                            | 12                                                                            | 11                                                                            | 11                                                                            | 12                                                                            | 12                                                                            | 14                                                                            | 15                                                                            | 21                                                                            | 22                                                                            | 24                                                                            | 29                                                                            | 34                                                                            | 40                                                                            | uit                                                                           |

## Tracklist
1. "If I Never See Your Face Again" — 03:19
2. "If I Never See Your Face Again" (Remix Edit) — 03:30
3. "If I Never See Your Face Again" (Live from MSN Control Room) — 04:11